# چهارچریک
چهارچریک یک روستا در ایران است که در دهستان زالیان واقع شده‌است. چهارچریک ۱۰۵۶ نفر جمعیت دارد.